# Marizanne Kapp
Marizanne Kapp, née le 4 janvier 1990, est une cricketeuse internationale qui joue en équipe nationale pour l'Afrique du Sud depuis 2009. Elle épouse en 2018 sa coéquipière (depuis plus d'une dizaine d'années) et capitaine de sélection nationale, Dane van Niekerk.

## Parcours
Elle est l'une des premières femmes sud-africaines (avec Dane van Niekerk) à faire partie de l'Eastern Province cricket team academy (équipe masculine). Elle fait ses débuts internationaux, à 19 ans, lors de la Coupe du monde 2009 en Australie, toujours comme Dane van Niekerk. Elle détient le record du meilleur score jamais obtenu par uneSud-africaine en Coupe du monde féminine : 102 points contre le Pakistan à Cuttack en 2013. Au cours de ses manches, elle forge également un partnership de 128 courses avec Dane van Niekerk : c'est alors le plus haut partnership de l'histoire de la Coupe du monde féminine  pour l'Afrique du Sud.
En décembre 2017, elle est désignée comme l'une des joueuses de l'équipe féminine ODI de l'année pour les compétitions organisées par le Conseil international de cricket (en anglais et officiellement International Cricket Council ou ICC).
En mars 2018, elle a été l'une des joueuses à obtenir un contrat national par la fédération de Cricket South Africa avant la saison 2018-2019. En septembre 2018, elle joue son 100e guichet en match ODI féminins (WODI, Women's One Day International cricket),. En juillet 2018, elle épouse sa coéquipière Dane van Niekerk,. Les deux joueuses appartiennent, pour le quotidien anglais The Guardian, au top 20 mondial : Dane van Niekerk est classée 14e par ce journal, deuxième du continent africain, et Marizanne Kapp 5e, première du continent africain. En octobre 2018, elle est de nouveau retenue pour l'équipe nationale de Twenty20 et le tournoi aux Antilles,.